# Philippe Even
Philippe Even, né en 1932 à Paris, est un médecin pneumologue français. Radié de l'Ordre des médecins en 2016, avec effet à partir du 1er avril 2017, sa peine est ramenée à une interdiction d'exercer d'un an en 2019.

## Biographie
Philippe Even commence ses études de médecine en 1952. Auteur d'une thèse sur les lésions des valves cardiaques, il signale qu'il a une formation de physicien et de biochimiste acquise au CEA en parallèle de ses études de médecine.
En 1966, il est nommé professeur de médecine interne et de thérapeutique à la faculté de médecine de Paris (chaire de thérapeutique puis de pneumologie). Il dirige pendant plusieurs années un laboratoire de recherche de physiologie cardio-respiratoire et est, à ce titre, membre du conseil scientifique du MMRI britannique. Il prend ensuite la direction, à l’hôpital Laennec, d’un service pluridisciplinaire réunissant sept unités (réanimation, pneumologie, cathétérisme cardiaque, cancérologie, sida, immunologie et diabétologie) et enseigne pendant dix ans la thérapeutique à la faculté Necker, avant d’en être le doyen durant douze ans. Il a été aussi membre des commissions scientifiques de l’Institut national de la santé et de la recherche médicale et de la Commission d'autorisation de mise sur le marché des médicaments, et a représenté la France à la Commission européenne pour les questions de formation des médecins. Il est l'auteur avec Bernard Debré du premier rapport sur le Mediator, demandé par le président de la République Nicolas Sarkozy et remis en mars 2011.
Spécialisé dans les maladies respiratoires, il rejoint le Cercle d’études cliniques et biologiques de Jean Hamburger et Jean Bernard avant d'être nommé chef du service de réanimation de l'hôpital Laennec.
Devenu doyen de l'hôpital Necker-Enfants malades entre 1988 et 2000, il défend la recherche fondamentale. Il est réputé pour son franc-parler et ses prises de position à contre-courant, notamment à l'égard de l'industrie pharmaceutique et des pouvoirs publics.
Professeur émérite à l'université Paris-Descartes, Philippe Even a participé à des commissions scientifiques de l’Inserm et du ministère de la Santé.
Il préside l'Institut Necker (association loi de 1901 à ne pas confondre avec l'Institut Necker enfants malades, institut de recherche dépendant de l'université Paris-Descartes) jusqu'en 2015, date à laquelle il démissionne de la présidence pour mettre fin à une accusation de conflit d'intérêts.
Le 18 mars 2014, le Conseil national de l'Ordre des médecins condamne Philippe Even et Bernard Debré à « un an d'interdiction d'exercice de la médecine dont six mois avec sursis », une condamnation visant leur crédibilité et non leur habilitation à traiter des patients, puisque les deux médecins sont alors retraités. Cette condamnation, consécutive à la publication de leur Guide des 4 000 médicaments utiles, inutiles ou dangereux, suscite des réactions contrastées au sein de la profession médicale. À la suite de l'appel des deux auteurs, cette sanction est réduite à un simple « blâme » pour avoir traité les allergologues de « gourous » ou de « marchands d'illusion ».
Se déclarant « scandalisés » par la condamnation initiale, une vingtaine de médecins, dont Irène Frachon et plusieurs membres de l'Académie des sciences, publient en 2014 une lettre de soutien à Philippe Even, dans laquelle ils regrettent « une sanction portant atteinte à la liberté d’expression, sous le couvert d’une confraternité trop souvent caution de la loi du silence. » ; ils témoignent de leur « confiance en son intégrité, son désintéressement, la qualité et le courage de ses analyses » et font part de leur admiration pour « la ténacité avec laquelle il mène depuis des années son combat de lanceur d’alerte, en ouvrant de nombreux et indispensables débats, sur des bases scientifiques et non sur des arguments d’autorité ».
Le journal Le Parisien indique à la fin de 2016 que les rédacteurs de la revue médicale de référence Prescrire le soutiennent – « On a plutôt une bonne opinion de lui. C'est quelqu'un de convaincu, de sérieux » – et que le Formindep partage l'essentiel de ses constats, notamment ses critiques sur la politique de santé en France et sa dénonciation de la « mainmise des laboratoires » pharmaceutiques.
Il est radié de l'Ordre des médecins en décembre 2016 pour avoir tenu « des propos méprisants et diffamatoires » face à des confrères. La radiation prend effet le 1er avril 2017. Le 5 avril 2019, sa peine est ramenée à une interdiction d'exercer pendant un an, du 1er juillet 2019 au 30 juin 2020.

## Affaire de la ciclosporine
En octobre 1985, trois médecins de l’hôpital Laennec, à Paris, les professeurs Philippe Even, pneumologue, et Jean-Marie Andrieu, cancérologue, ainsi que le docteur Alain Venet, immunologiste, expérimentent la ciclosporine, un médicament diminuant les défenses immunitaires, sur deux patients atteints du sida puis donnent le 29 octobre une conférence de presse annonçant qu'ils ont trouvé un traitement du sida.
Hélas, les deux patients traités meurent, ainsi qu'un troisième traité à Grenoble. Le coup sera dur pour l'image de la recherche médicale française, celle de la ministre de la Santé Georgina Dufoix et celle de l'auteur. Dans un contexte de compétition internationale pour découvrir un traitement du sida, cet essai a été conduit sans respecter les règles qui encadrent ces expérimentations. En particulier le consentement libre et éclairé des patients n’a pas été recueilli, de même que la Commission nationale d’éthique n’a pas été consultée pour approuver le protocole de cet essai. Enfin une dernière zone d’ombre subsiste dans ce dossier, à savoir la manière dont les médecins se sont procuré la ciclosporine utilisée dans cet essai. À cette époque la délivrance de cet immunosuppresseur utilisé pour des greffes était soumise à des règles extrêmement strictes en France,.
Pour le sociologue Nicolas Dodier, qui a étudié en détail cette affaire, celle-ci est symptomatique « de profonds réaménagements des relations de pouvoir dans la médecine », avec le passage, au cours des années 1980 et 1990, d'une tradition clinique, « forme d'agencement des pouvoirs construite autour de la figure centrale du clinicien investi, pour tout ce qui concerne ses propres malades, d'une très forte autorité personnelle », à « un modèle très différent, la modernité thérapeutique, nouvelle manière d'aborder la scientificité et l'éthique de la médecine. » Pour Dodier, cette affaire voit s'opposer deux camps : « Pour certains, proches de la tradition clinique (même s'ils cherchent à en renouveler la pratique), en situation d'urgence sanitaire, les cliniciens-expérimentateurs sont en quelque sorte les mieux placés pour juger, en leur âme et conscience, du moment opportun pour communiquer au public les premières expérimentations d'un produit. Pour d'autres, au contraire, cette manière de concevoir la médecine et la recherche peut occasionner les plus grandes dérives, particulièrement dans le contexte tendu propre au sida. »
Dodier note par ailleurs que, si aucun malade ni aucune association de malades français ne sont interrogés ou ne s'expriment dans les médias, les réactions qui viennent des malades ou associations américaines sont « plutôt favorables à la publicité donnée aux premiers résultats expérimentaux. » Dans leur perspective, le « faux espoir » n'est pas « un épouvantail à éviter coûte que coûte », du fait de « l'effet positif de l'espoir en tant que tel pour la psychologie des malades » et parce que l'espoir est vu comme une « nécessité pour activer la mobilisation collective contre le sida, y compris pour peser sur les autorités. »

## Tabagisme passif
Le professeur Even a manifesté à de nombreuses reprises son incrédulité par rapport aux effets néfastes du tabagisme passif : « Soit la nocivité est inexistante, soit elle est extrêmement faible ». « Question : Les associations antitabac évoquent pourtant de 3 000  à   6 000 morts par an en France… Réponse : Je serais curieux de connaître leurs sources ». « Question : De nombreux spécialistes affirment que le tabagisme passif est aussi responsable de maladies cardio-vasculaires et autres crises d'asthme. Pas vous ? Réponse : Ils ne s'appuient sur aucune donnée scientifique solide ». « On a créé de toutes pièces une peur qui ne repose sur rien ». Il estime ainsi que les campagnes anti-tabac « se fondent trop souvent sur des mensonges comme le danger du tabagisme passif, qui est, en fait, inexistant. Les arguments utilisés sont en fait destinés à mobiliser les non-fumeurs pour tenter de culpabiliser les fumeurs et cela en biaisant la réalité ». Il réaffirme sa position très minoritaire contre la dangerosité du tabagisme passif dans un article du Parisien daté du 31 mai 2010. « La nocivité du tabagisme passif n'est plus à démontrer » a réagi le ministère de la Santé, après ces propos remettant en question les dangers pour la santé de la fumée des autres.
Cette prise de position polémique a été mise à mal après la publication dans The Lancet, en 2011, d'une vaste analyse rétrospective montrant que le tabagisme passif tue chaque année près de 600 000 personnes dont 28 % d'enfants de moins de cinq ans.

## Industrie pharmaceutique
En 1981, Philippe Even est nommé expert (fonction à l'époque non rémunérée) au sein de la commission d'AMM (autorisation de mise sur le marché des nouveaux médicaments) de l'AFSSAPS, fonction qu'il a exercée épisodiquement, en parallèle de ses autres activités médicales, jusqu'à une date non précisée, abandonnant cette fonction peu après avoir été élu doyen de la faculté de médecine Necker. Dans son livre Corruptions et crédulité en médecine, il affirme « Je n'ai jamais préconisé ou rejeté aucun médicament sans en avoir étudié complètement les dossiers publiés » (p. 433), ce qui paraît difficilement compatible avec la description qu'il donnait en 2011 des pratiques de l'époque lors d'une interview de France Info, dans laquelle il affirme avoir demandé aux experts de livrer en un ou deux jours un avis de deux pages sur le médicament à examiner, à partir d'un dossier « d'un mètre de haut » remis par le laboratoire concerné.
Philippe Even a traduit le livre La vérité sur les compagnies pharmaceutiques : comment elles nous trompent et comment les contrecarrer de Marcia Angell, ancienne rédactrice en chef du New England Journal of Medicine (Éditions Le mieux-être, 2005).
En décembre 2010, il intervient régulièrement dans les médias à propos du scandale causé par le Mediator.
Il est le coauteur, avec Bernard Debré, d'un rapport sur la réforme du système du médicament, commandé par la présidence de la République à la suite de l'affaire du Mediator, et remis au ministre de la Santé le 16 mars 2011.
Dans son livre Corruptions et crédulité en médecine, il déclare également être l'auteur « de deux rapports remis, l'un au président de la République en 2005, et l'autre quelques mois après, au Premier ministre, deux études jugées trop explosives pour être publiées par la Documentation française et qui, au mieux, dorment encore dans un tiroir ». Il précise avoir repris dans son livre La Recherche biomédicale en danger (2010) des « évaluations globales de la recherche biomédicale française […] appliquées à des milliers de médecins et de chercheurs biologistes », « dérivées » de ces deux rapports non publiés.
En raison de leur ouvrage controversé le Guide des 4 000 médicaments utiles, inutiles ou dangereux, paru en 2012, le Conseil national de l'Ordre des médecins interdit en 2014 à Philippe Even et Bernard Debré d'exercer la médecine pendant un an, dont six mois avec sursis, motivant sa sanction par le fait qu'il convient « d'éviter de mettre en cause la compétence et l'honnêteté de médecins, notamment allergologues et cardiologues » et que « par [le] caractère catégorique, voire péremptoire de leurs affirmations, les auteurs ont, au mépris de leurs obligations déontologiques, entendu donner aux ouvrages incriminés un tour spectaculaire non dépourvu de visées commerciales,. » Le 8 décembre 2015, en appel, la chambre disciplinaire nationale de l'Ordre des médecins casse la décision de première instance : elle lève l'interdiction d'exercer, qu'elle remplace par un blâme infligé à chacun des deux auteurs.
Quelques années plus tôt, Philippe Even avait toutefois pris position en faveur de l'industrie pharmaceutique française, accusant l'État français de l'avoir tuée par une politique de prix contraignante.

## Philippe Even et l'industrie pharmaceutique: positions et liens financiers
Le 27 avril 2011, Philippe Even déclare à la Mission d'information de l'Assemblée nationale sur le Mediator et la pharmacovigilance : « Je n'ai personnellement aucun lien d'intérêt avec l'industrie pharmaceutique, ma famille non plus, et ce qui est vrai aujourd'hui l'a toujours été. »  Le 5 mai 2011, Philippe Even déclare au Sénat : « Je n'ai jamais eu aucun lien avec quelque industrie que ce soit et, en particulier, avec l'industrie pharmaceutique. »
Le 31 août 2015, à quelques jours de la parution du livre Corruptions et crédulité et médecine, APMnews détaille l'existence de liens financiers de l'institut Necker, que préside alors Philippe Even, avec l'industrie pharmaceutique.
Jean-Sébastien Borde, président du Formindep, déclare à APMnews que « récupérer de l'argent et le distribuer constitue un lien d'intérêt » et que « À partir du moment où il s'est lancé dans une lutte à corps perdu contre les conflits d'intérêts, il aurait dû quitter l'Institut Necker. » Le 8 septembre 2015, dans un courrier adressé au Formindep, Philippe Even annonce sa démission de la présidence et du conseil d'administration de l'Institut Necker.

## Le rôle du cholestérol dans l'athérosclérose
Dans un livre publié en 2013, Philippe Even affirme que le cholestérol n'a pas la dangerosité que lui attribue généralement la communauté médicale concernant l’athérosclérose et l'infarctus du myocarde. Il remet en cause le traitement de l'hypercholestérolémie, en particulier par les statines, dont il met en avant les effets secondaires. Cette position est également celle d'un ensemble de chercheurs et médecins qui se sont regroupés en 2002 au sein du THINCS, The International Network of Cholesterol Skeptics, qui réfute également l'intérêt des régimes à faible teneur en acides gras saturés. Elle est toutefois contestée par le reste de la communauté médicale, qui continue à défendre l'intérêt du traitement par les statines, notamment pour les patients ayant été victimes d'un accident cardiaque mais aussi, de manière préventive, pour ceux qui présentent un taux de cholestérol anormalement élevé.

## Ouvrages
- Les Scandales des hôpitaux de Paris et de l'hôpital Pompidou, Paris, Le Cherche midi, 2001  (ISBN 2-86274-913-3)
- Avec Bernard Debré : Avertissement aux malades, aux médecins et aux élus : ombres et lumières sur la médecine, Paris, Le Cherche midi, 2002  (ISBN 2-74910-034-8)
- Avec Bernard Debré : Savoirs et pouvoir : pour une nouvelle politique de la recherche et du médicament, Paris, Le Cherche midi, 2004  (ISBN 2-7491-0249-9)
- La recherche biomédicale en danger, Paris, Le Cherche midi, 2010  (ISBN 978-2-7491-1809-3)
- Avec Bernard Debré : Les leçons du Mediator : l'intégralité du rapport sur les médicaments, Paris, Le Cherche midi, 2011  (ISBN 978-2-7491-2173-4)
- Avec Bernard Debré : Guide des 4 000 médicaments utiles, inutiles ou dangereux : au service des malades et des praticiens, Paris, Le Cherche midi, 2012  (ISBN 978-2-7491-2141-3) [nouvelle éd. en 2016 : Guide des 4 000 médicaments médicaments utiles, inutiles ou dangereux : cancer, hypertension, dépression  (ISBN 978-2-7491-3378-2)]
- La question du médicament, Paris, Institut Diderot, 2013
- La vérité sur le cholestérol, préface de Bernard Debré, Paris, Le Cherche Midi, 2013  (ISBN 978-2-7491-3013-2)
- Corruptions et crédulité en médecine : stop aux statines et autres dangers, Paris, Le Cherche midi, 2015  (ISBN 978-2-7491-3535-9)
- Avec Bernard Debré : Dépressions, antidépresseurs : le guide : psychotropes et drogues, avec la collaboration de Guy Hugnet, Paris, Le Cherche midi, 2018  (ISBN 978-2-7491-5765-8)

Ouvrages édités, dirigés, traduits ou préfacés par Philippe Even
- L'œdème pulmonaire, publié sous la direction d'Alain Lockhart et Philippe Even, Paris, Masson, 1972
- Autoimmune aspects of HIV infection, édité par Jean-Marie Andrieu, Jean-François Bach et Philippe Even, Londres et New York, Royal Society of Medicine Services, 1988  (ISBN 0-905958-82-9)
- Les hôpitaux universitaires en l'an 2000, sous la direction de Bernard Guiraud-Chaumeil et Jacques Ghisolfi. Confrontation avec le système de santé américain, sous la direction de Bernard Guiraud-Chaumeil et Philippe Even, Toulouse, Privat, 1996  (ISBN 2-7089-0400-0)
- Marcia Angell, La vérité sur les compagnies pharmaceutiques : comment elles nous trompent et comment les contrecarrer, traduction de Philippe Even, Montebello (Québec), Les Éditions Le mieux-être, 2005  (ISBN 2-922969-02-9)
- John Virapen, Médicaments, effets secondaires : la mort, préface, traduction et notes de Philippe Even, Paris, Le Cherche midi, 2014